# Amazonka
Amazónka (portugalsko Rio Amazonas, špansko Río Amazonas) je s 6.400 km druga najdaljša reka na svetu, za najdaljšo velja Nil, čeprav so meritve brazilskih in perujskih znanstvenikov v letih 2007 in 2008 pokazale, da je Amazonka dolga 6.800 km in s tem za cca. 100 km daljša od Nila.
Porečje Amazonke je največje porečje na svetu; pokriva kar 7 milijonov km², kar je približno ena petina celotnega rečnega sistema na svetu. Nastaja s stekanjem rek Marafion in Ucayali, ki izvirata visoko (5597 m) v perujskih Andih. Največji del njenega porečja zajema Brazilijo, Peru in Kolumbijo, del porečja sega tudi v Ekvador, Bolivijo in Venezuelo. V srednjem toku se reka imenuje Solimoes. Teče po veliki aluvialni nižini od zahoda proti vzhodu. Vanjo se steka približno 500 pritokov, od katerih je vsaj 100 plovnih. Pri mestu Iquitos je široka 1,8 km, pri mestu Manaus 5 km, pri mestu Santarema že 15 km, pri Porto de Mar pa 80 km. V Atlantski ocean se izliva z velikim estuarijem, širokim okoli 300 km. Globina korita reke je pri mestu Abidos okoli 135 m, na njenem ustju pa med 25 m in 45 m. Amazonka ima med vsemi rekami na svetu največji pretok. Po njenem koritu ob nizkem vodostaju priteče na njeno ustje 35.000 m³ vode na sekundo ob visokem pa 120.000 do 150.000 m³ vode na sekundo. Plimni val je visok od 5 do 10 m, prodira pa z veliko hitrostjo iz Atlantskega oceana v Amazonko in prodre 1400 km globoko v notranjost od ustja reke. Za večje oceanske ladje je reka  plovna do mesta Manaus (to je 1690 km od ustja). Največji desni pritoki Amazonke so Xingu, Tapajos, Madeira, Rio Purus, Juruma; levi pritoki pa so Rio Negro, Japura, Putumayo in Napo.
O tem, kako je Amazonka dobila svoje ime, poznamo dve teoriji. Po prvi naj bi bili prvi evropski prišleki ob potovanju po reki navzdol napadeni od Indijancev. Med njimi so opazili tudi ženske, ki so jih imeli za Amazonke - bojevnice iz grške mitologije, po katerih so poimenovali reko. Druga teorija pravi, da je bilo ime Amazonka izpeljano iz indijanske besede »Amacunu«, ki pomeni bučanje vode.

## Etimologija
Amazonka je bila Evropejcem sprva znana kot Marañón, perujski del reke pa je še vedno znan pod tem imenom, pa tudi brazilska država Maranhão, ki vsebuje del Amazonke. Kasneje je postalo znano kot Rio Amazonas v španščini in portugalščini.
Ime Rio Amazonas naj bi dobilo po tem, ko so domorodni bojevniki napadli ekspedicijo Francisca de Orellane iz 16. stoletja. Bojevnike so vodile ženske, kar je de Orellana spominjalo na bojevnice Amazonke, pleme ženskih bojevnic, ki je sorodno iranskim Skitom in Sarmatom omenjeno v grški mitologiji. Sama beseda Amazonka morda izhaja iz iranske zloženke * ha-maz-an- '(en), ki se bori skupaj' ali etnonima * ha-mazan- 'bojevniki', beseda, ki je posredno potrjena z izpeljavo, denominalnim glagolom v glosi Hesihija Aleksandrijskega ἁμαζακάραν· πολεμεῖν. Πέρσαι (hamazakaran: 'vojskovati' v perzijščini), kjer se pojavlja skupaj z indoiranskim korenom * kar- 'narediti' (iz katerega izhaja tudi sanskrt karma ).
Drugi učenjaki [ki?] trdijo, da ime izhaja iz besede Tupijev amassona, kar pomeni 'uničevalec čolnov'.

## Zgodovina

### Geološka zgodovina
Nedavne geološke študije kažejo, da je reka Amazonka milijone let tekla v nasprotni smeri – od vzhoda proti zahodu. Sčasoma so se oblikovali Andi, ki so blokirali njen tok v Tihi ocean in povzročili, da je zamenjala smer proti trenutnemu izlivu v Atlantski ocean.

### Predkolumbovsko obdobje
Med tem, kar so mnogi arheologi imenovali formativna stopnja, so bile amazonske družbe globoko vpletene v nastanek južnoameriških visokogorskih agrarnih sistemov. Trgovina z andskimi civilizacijami na območjih povirja v Andih je bistveno prispevala k družbenemu in verskemu razvoju civilizacij na višjih nadmorskih višinah, kot sta Ljudstvo Muisca in Inki. Zgodnje človeške naselbine so običajno temeljile na nizko ležečih gričih ali gomilah.
Nasipi školjk so bili najzgodnejši dokaz bivanja; predstavljajo kupe človeških smeti (odpadkov) in so večinoma datirani med 7500 in 4000 pr. n. št. Povezani so s keramično starimi kulturami; arheologi doslej niso dokumentirali nobenih predkeramičnih gomil školjk. Umetne zemeljske ploščadi za celotne vasi so druga vrsta gomil. Najbolje jih predstavlja kultura Marajoara. Figurativne gomile so najnovejša vrsta zasedbe.
Obstaja veliko dokazov, da so bila območja, ki obkrožajo reko Amazonko, dom zapletenih in obsežnih avtohtonih družb, predvsem poglavarstva, ki so razvila mesta. Arheologi ocenjujejo, da je v času, ko je leta 1541 španski konkvistador De Orellana prepotoval Amazonko, okoli Amazonije živelo več kot 3 milijone staroselcev. Te predkolumbovske naselbine so ustvarile visoko razvite civilizacije. Na primer, predkolumbovski staroselci na otoku Marajó so morda razvili družbeno razslojenost in podpirali populacijo 100.000 ljudi. Da bi dosegli to stopnjo razvoja, so avtohtoni prebivalci amazonskega deževnega gozda spremenili ekologijo gozda s selektivnim gojenjem in uporabo ognja. Znanstveniki trdijo, da so staroselci s ponavljajočim sežiganjem gozdnih površin povzročili, da je zemlja postala bogatejša s hranili. To je ustvarilo območja s temno prstjo, znana kot terra preta de índio ('indijanska temna zemlja'). Zaradi terra preta so domorodne skupnosti lahko naredile zemljo rodovitno in s tem trajnostno za obsežno kmetijstvo, potrebno za podporo njihovega velikega prebivalstva in zapletenih družbenih struktur. Nadaljnje raziskave so domnevale, da se je ta praksa začela pred približno 11.000 leti. Nekateri pravijo, da njeni učinki na gozdno ekologijo in regionalno podnebje pojasnjujejo sicer nerazložljiv pas manjše količine padavin v amazonskem bazenu.
Mnoga domorodna plemena so se nenehno bojevala. Po besedah Jamesa S. Olsona je »širitev Munduruku (v 18. stoletju) premaknila in izpodrinila Kawahíb, pri čemer je pleme razpadlo na veliko manjše skupine ... [Munduruku] so Evropejci prvič opazili leta 1770, ko so začeli vrsto obsežnih napadov na brazilska naselja ob reki Amazonki.«

## Prihod Evropejcev
Marca 1500 je bil španski konkvistador Vicente Yáñez Pinzón prvi dokumentirano Evropejec, ki je plul po reki Amazonki. Pinzón je potok imenoval Río Santa María del Mar Dulce, kasneje skrajšan v Mar Dulce, dobesedno sladko morje, zaradi sladke vode, ki se izliva v ocean. Drugi španski raziskovalec, Francisco de Orellana, je bil prvi Evropejec, ki je potoval od izvora gorvodnih porečij, ki so v Andih, do izliva reke. Na tem potovanju je Orellana krstil nekatere pritoke Amazonke, kot so Rio Negro, Napo in Jurua. Ime Amazonas naj bi bilo vzeto po domorodnih bojevnicah, ki so napadle to ekspedicijo, večinoma ženskah, kar je De Orellano spominjalo na mitske Amazonke bojevnice iz starodavne helenske kulture v Grčiji.

### Raziskovanje
Gonzalo Pizarro se je leta 1541 odpravil na raziskovanje vzhodno od Quita v notranjost Južne Amerike v iskanju El Dorada, 'mesta zlata' in La Canele, 'doline cimeta'. Spremljal ga je njegov namestnik Francisco de Orellana. Po 170 km se je reka Coca pridružila reki Napo (na točki, ki je zdaj znana kot Puerto Francisco de Orellana); skupina se je za nekaj tednov ustavila, da bi zgradila čoln tik navzgor od tega sotočja. Nadaljevali so navzdol po nenaseljenem območju, kjer niso našli hrane. Orellana se je ponudil in dobil je ukaz, naj sledi reki Napo, takrat znani kot Río de la Canela (reka cimeta), in se vrne s hrano za zabavo. Na podlagi obveščevalnih podatkov, ki so jih prejeli od ujetniškega domorodnega poglavarja po imenu Delicola, so pričakovali, da bodo našli hrano v nekaj dneh navzdol po reki, tako da se bodo povzpeli po drugi reki proti severu.
De Orellana je vzel približno 57 mož, čoln in nekaj kanujev ter zapustil Pizarrove čete 26. decembra 1541. Vendar je De Orellana zgrešil sotočje (verjetno z Aguarico), kjer je iskal zaloge za svoje može. Ko so on in njegovi možje prispeli do druge vasi, jih je bilo veliko bolnih od lakote in so jedli 'škodljive rastline' ter skoraj umrli. V tej vasi je umrlo sedem mož. Njegovi možje so grozili z uporom, če bi se ekspedicija obrnila nazaj in se poskušala ponovno pridružiti Pizarru, saj je bila skupina na tej točki več kot 100 lig dolvodno. Sprejel je spremembo namena odprave za odkrivanje novih dežel v imenu španskega kralja in možje so zgradili večji čoln, s katerim so pluli navzdol. Po 600 km poti navzdol po reki Napo so dosegli nadaljnje večje sotočje, na točki blizu sodobnega Iquita, nato pa sledili zgornjemu toku Amazonke, zdaj znanemu kot Solimões, še nadaljnjih 1200 km do sotočja z Rio Negro (blizu sodobnega Manausa), ki so ga dosegli 3. junija 1542.
Glede začetne misije iskanja cimeta je Pizarro poročal kralju, da so našli drevesa cimeta, vendar jih ni bilo mogoče dobičkonosno nabrati. Pravi cimet (Cinnamomum Verum) ni doma v Južni Ameriki. Druge sorodne rastline, ki vsebujejo cimet (iz družine Lauraceae), so precej pogoste v tem delu Amazonije in Pizarro je verjetno videl nekatere od teh. Ekspedicija je 24. avgusta 1542 dosegla ustje Amazonke in s tem pokazala praktično plovnost Velike reke.
Leta 1560 se je drugi španski konkvistador, Lope de Aguirre, morda drugič spustil po Amazonki. Zgodovinarji niso prepričani, ali je bila reka, po kateri se je spustil, Amazonka ali reka Orinoko, ki teče bolj ali manj vzporedno z Amazonko severneje.
Portugalski raziskovalec Pedro Teixeira je bil prvi Evropejec, ki je prepotoval celotno reko. V Quito je prispel leta 1637 in se vrnil po isti poti.
Od leta 1648 do 1652 je portugalski brazilski bandeirante António Raposo Tavares vodil ekspedicijo iz São Paula po kopnem do ustja Amazonke, preiskoval številne njene pritoke, vključno z Rio Negro, in prekril razdaljo več kot 10.000 km.
Na območju, ki je trenutno v Braziliji, Ekvadorju, Boliviji, Kolumbiji, Peruju in Venezueli, je bilo več kolonialnih in verskih naselij ustanovljenih ob bregovih primarnih rek in pritokov za trgovino, suženjstvo in evangelizacijo med domorodnimi ljudstvi. V poznem 16. stoletju je češki jezuit oče Samuel Fritz, apostol Omaga, ustanovil približno štirideset misijonskih vasi. Fritz je predlagal, da mora biti reka Marañón vir Amazonke, pri čemer je na svojem zemljevidu iz leta 1707 opozoril, da ima Marañón »izvir na južni obali jezera, ki se imenuje Lauricocha, blizu Huánuca«. Fritz je sklepal, da je Marañón največji rečni rokav, na katerega naletimo, ko potujemo gorvodno, in leži dlje proti zahodu kot kateri koli drugi pritok Amazonke. Večino 18.–19. stoletja in v 20. stoletju je Marañón na splošno veljal za izvir Amazonke.

### Znanstveno raziskovanje
Zgodnje znanstveno, zoološko in botanično raziskovanje reke in porečja Amazonke je potekalo od 18. stoletja do prve polovice 19. stoletja.
- Charles Marie de La Condamine je leta 1743 raziskoval reko.[45]
- Alexander von Humboldt, 1799–1804
- Johann Baptist von Spix in Carl Friedrich Philipp von Martius, 1817–1820
- Georg von Langsdorff, 1826–1828
- Henry Walter Bates in Alfred Russel Wallace, 1848–1859
- Richard Spruce, 1849–1864

### Postkolonialno izkoriščanje in naseljevanje
Cabanagemov upor (1835–1840) je bil usmerjen proti belemu vladajočemu razredu. Ocenjuje se, da je umrlo od 30 % do 40 % prebivalcev Grão-Pará, ocenjenih na 100.000 ljudi.
Število prebivalcev brazilskega dela porečja Amazonije je leta 1850 znašalo okoli 300.000, od tega približno 175.000 Evropejcev in 25.000 sužnjev. Glavno trgovsko mesto brazilske Amazonije, Pará (danes Belém), je imelo od 10.000 do 12.000 prebivalcev, vključno s sužnji. Mesto Manáos, zdaj Manaus, ob izlivu reke Rio Negro, je imelo med 1000 in 1500 prebivalcev. Vse preostale vasi, vse do Tabatinge, na brazilski meji s Perujem, so bile razmeroma majhne.
Dne 6. septembra 1850 je brazilski cesar Peter II. odobril zakon, ki dovoljuje parno plovbo po Amazonki, in vikontu Mauá (Irineu Evangelista de Sousa) dal nalogo, da ga uveljavi. Leta 1852 je v Riu de Janeiru organiziral Companhia de Navegação e Comércio do Amazonas; v naslednjem letu je začela delovati s štirimi majhnimi parniki, Monarca ('Monarh'), Cametá, Marajó in Rio Negro.
Sprva je bila plovba v glavnem omejena na glavno reko; in celo leta 1857 je sprememba vladne pogodbe družbo zavezovala le k mesečnemu prevozu med Parájem in Manausom s parniki z 200-tonsko nosilnostjo, drugo linijo za šest krožnih potovanj na leto med Manausom in Tabatingo in tretjo, dve potovanji na mesec med Pará in Cametá. To je bil prvi korak pri odpiranju ogromne notranjosti.
Uspeh podviga je opozoril na priložnosti za gospodarsko izkoriščanje Amazonije in drugo podjetje je kmalu odprlo trgovino na Madeiri, Purúsu in Negru; tretji je vzpostavil linijo med Parájem in Manausom, četrti pa se je zdelo koristno pluti po nekaterih manjših potokih. V istem obdobju je podjetje Amazonas povečevalo svojo floto. Medtem so zasebniki na glavni reki kot tudi na številnih njenih pritokih gradili in upravljali lastna mala parna plovila.
Dne 31. julija 1867 je brazilska vlada pod nenehnim pritiskom pomorskih sil in držav, ki obkrožajo zgornji Amazonski bazen, zlasti Peru, odredila odprtje Amazonije za vse države, vendar je to omejila na določene določene točke: Tabatinga – na Amazonki; Cametá – na Tocantinih; Santarém – na Tapajósu; Borba – na Madeiri in Manaus – na Rio Negru. Brazilski odlok je začel veljati 7. septembra 1867.
Perujsko mesto Iquitos je delno zahvaljujoč trgovskemu razvoju, povezanemu s plovbo s parniki, skupaj z mednarodno usmerjenim povpraševanjem po naravnem kavčuku, postalo cvetoče, svetovljansko središče trgovine. Tuja podjetja so se naselila v Iquitosu, od koder so nadzorovala pridobivanje kavčuka. Leta 1851 je imel Iquitos 200 prebivalcev, do leta 1900 pa je njegovo prebivalstvo doseglo 20.000. V 1860-ih je bilo letno izvoženih približno 3000 ton kavčuka, do leta 1911 pa je letni izvoz narasel na 44.000 ton, kar je predstavljalo 9,3 % perujskega izvoza. Ocenjuje se, da so med razmahom gume zaradi bolezni, ki so jih prinesli priseljenci, kot sta tifus in malarija, umrlo 40.000 domačih Amazoncev.
Prva neposredna zunanja trgovina z Manausom se je začela okoli leta 1874. Lokalno trgovino ob reki so izvajali angleški nasledniki Amazonas Company – Amazon Steam Navigation Company – ter številni majhni parniki, ki so pripadali družbam in podjetjem, ki se ukvarjajo z gumo trgovina, plovba po Rio Negru, Madeiri, Purúsu in številnih drugih pritokih, kot je Marañón, do tako oddaljenih pristanišč, kot je Nauta v Peruju.
Do preloma v 20. stoletje je bil iz Amazonskega porečja izvožen kavčuk, kakavova zrna, brazilski oreščki in nekaj drugih izdelkov manjšega pomena, kot so kože in eksotični gozdni proizvodi (smole, lubje, tkane viseče mreže, perje cenjene ptice, žive živali) in pridobljeno blago, kot sta les in zlato.

### Razvoj 20. stoletja
Od kolonialnih časov je portugalski del amazonskega bazena ostal dežela, kjer kmetijstvo večinoma ni bilo razvito in so jo naselili domorodci, ki so preživeli prihod evropskih bolezni.
Štiri stoletja po evropskem odkritju reke Amazonke je bila skupna obdelovalna površina v njenem porečju verjetno manjša od 65 km², pri čemer so bila izključena omejena in grobo obdelana območja med gorami na njenem skrajnem izviru. To stanje se je v 20. stoletju močno spremenilo.
Brazilske vlade, ki so bile previdne pred tujim izkoriščanjem nacionalnih virov, so se v 1940-ih odločile za razvoj notranjosti, stran od obale, kjer so imeli tujci v lasti velika zemljišča. Prvotni arhitekt te širitve je bil predsednik Getúlio Vargas, pri čemer je povpraševanje po gumi s strani zavezniških sil v drugi svetovni vojni zagotovilo sredstva za pogon.
V 1960-ih so na gospodarsko izkoriščanje amazonskega bazena gledali kot na način za spodbujanje '"gospodarskega čudeža', ki se je zgodil v tistem času. Rezultat tega je bil razvoj Operacije Amazon, projekta gospodarskega razvoja, ki je v Amazonijo prinesel obsežno kmetijstvo in živinorejo. To je bilo storjeno s kombinacijo kreditnih in davčnih spodbud.
Vendar je v 1970-ih vlada ubrala nov pristop z nacionalnim integracijskim programom (PIN). Obsežen kolonizacijski program je družine iz severovzhodne Brazilije preselil v »deželo brez ljudi« v porečju Amazonije. To je bilo narejeno v povezavi z infrastrukturnimi projekti, predvsem transamazonske ceste (Transamazônica).
- Manaus, največje mesto v Amazoniji, kot je razvidno iz Nasinega satelitskega posnetka, obkroženo s temnim Rio Negro in blatno reko Amazonko
- Mesto Manaus
- Plavajoče hiše v Leticii, Kolumbija

Tri pionirske ceste Transamazonske ceste so bile dokončane v desetih letih, vendar nikoli niso izpolnile svoje obljube. Veliki deli glavne in njenih pomožnih cest, kot je BR-317 (Manaus-Porto Velho), so zapuščeni in neprehodni v deževnem obdobju. Majhna mesta in vasi so raztresena po gozdu in ker je njegova vegetacija tako gosta, so nekatera oddaljena območja še vedno neraziskana.
Številna naselja so zrasla ob cesti od Brasilie do Beléma s cesto in nacionalnim integracijskim programom, vendar program ni uspel, saj naseljenci niso bili opremljeni za življenje v občutljivem ekosistemu deževnega gozda. To je, čeprav je vlada verjela, da lahko vzdržuje milijone, namesto tega lahko vzdržuje zelo malo.
Z 1,9 milijona prebivalcev leta 2014 je Manaus največje mesto v Amazoniji. Samo Manaus predstavlja približno 50 % prebivalstva največje brazilske zvezne države Amazonas. Rasna sestava mesta je 64 % pardo (mulati in mestici) in 32 % belci.
Čeprav reka Amazonka ostaja nezajezena, na pritokih reke Amazonke deluje okoli 412 jezov. Od teh 412 jezov jih je 151 zgrajenih nad šestimi glavnimi pritoki rek, ki se izlivajo v Amazonko. Ker je bilo v državah, kot je Brazilija, razvitih le 4 % hidroenergetskega potenciala Amazonije, poteka več projektov zajezitve in na stotine jih je načrtovanih. Potem ko so bili priča negativnim učinkom degradacije okolja, sedimentacije, plovbe in nadzora poplav, ki jih je povzročil jez Treh sotesk v reki Jangce, so znanstveniki zaskrbljeni, da bo gradnja več jezov v Amazonki na enak način škodovala njeni biotski raznovrstnosti, saj bo »ovirala drstitve rib, zmanjšanje tokov vitalnih hranil v olju in krčenje gozdov«. Zajezitev reke Amazonke bi potencialno lahko povzročila »konec prosto tekočih rek« in prispevala k »propadu ekosistema«, ki bo povzročil velike družbene in okoljske težave.

## Potek

### Izviri
Skoraj stoletje je veljalo, da je najbolj oddaljeni izvir Amazonke v odtoku reke Apurímac. Takšne študije so bile objavljene še leta 1996, 2001, 2007, in 2008, kjer so različni avtorji identificirali snežno pokrit vrh Nevado Mismi, visok 5597 m, ki je približno 160 km zahodno od jezera Titikaka in 700 km jugovzhodno od Lime, kot najbolj oddaljenega izvira reke. Od te točke Quebrada Carhuasanta izhaja iz Nevado Mismi, se pridruži Quebradi Apacheta in kmalu oblikuje Río Lloqueta, ki postane Río Hornillos in se sčasoma pridruži Río Apurímac.
Študija Američanov Jamesa Contosa in Nicolasa Tripcevicha iz leta 2014 v reviji Area, recenzirani reviji Royal Geographical Society, pa opredeljuje najbolj oddaljeni izvir Amazonke kot dejansko v drenaži Río Mantaro. Za primerjavo dolžin reke Mantaro in reke Apurímac od njihovih najbolj oddaljenih izvirov do sotočja so bile uporabljene različne metode, kar kaže na daljšo dolžino Mantaro. Nato so bile izmerjene razdalje od Lago Junín do več potencialnih izvirov v najvišji tok reke Mantaro, kar jim je omogočilo ugotoviti, da je Cordillera Rumi Cruz najbolj oddaljen vir vode v porečju Mantaro (in torej v celotnem porečju Amazonke). Najbolj natančna merilna metoda je bila neposredna GPS meritev, pridobljena s spustom vsake od rek s kajakom od izvira do sotočja (izvedel Contos). Pridobivanje teh meritev je bilo težko glede na naravo razreda IV–V vsake od teh rek, zlasti v njihovih spodnjih odsekih. Končno so ugotovili, da je najbolj oddaljena točka v odtoku Mantaro skoraj 80 km dlje gorvodno v primerjavi z goro Mismi v odtoku Apurímac, zato je največja dolžina reke Amazonke približno 80 km daljša, kot se je prej mislilo. Contos je nadaljeval dolvodno do oceana in končal prvi popolni spust reke Amazonke od njenega na novo ugotovljenega izvira (do konca novembra 2012), potovanje, ki sta ga ponovili dve skupini, potem ko se je novica razširila.
Po približno 700 km se Apurímac  združi z reko Río Mantaro in tvori Ene, ki se združi z reko Perene in tvori Tambo, ki se združi z reko Urubamba in tvori Ucayali. Po sotočju Apurímaca in Ucayalija reka zapusti andski teren in je obdana s poplavno nižino. Od te točke do sotočja Ucayalija in Marañóna, kakšnih 1600 km, so gozdnati bregovi tik nad vodo in so poplavljeni veliko preden reka doseže največjo stopnjo poplav. Nizke rečne bregove prekinja le nekaj gričev, reka pa vstopi v ogromen Amazonski pragozd.
- Mislili so, da Amazonka izvira iz pečine Apacheta v Arequipi pri Nevado Mismi, ki je označen le z lesenim križem.
- Nevado Mismi, ki je prej veljal za izvir Amazonke
- Reka Marañón v Peruju
- Reka Amazon blizu Iquitosa, Peru
- Srečanje voda; sotočje reke Rio Negro (modra) in Rio Solimões (peščena) blizu Manausa v Braziliji
- Vzorci vode Solimões (desno) in Rio Negro (levo)

### Zgornja Amazonka ali Solimões
Čeprav je sotočje Ucayali–Marañón točka, na katero večina geografov postavlja začetek reke Amazonke, je v Braziliji reka na tem mestu znana kot Solimões das Águas. Rečni sistemi in poplavne ravnice v Braziliji, Peruju, Ekvadorju, Kolumbiji in Venezueli, katerih vode se stekajo v Solimões in njegove pritoke, se imenujejo zgornja Amazonka.
Amazonka teče večinoma skozi Brazilijo in Peru ter je del meje med Kolumbijo in Perujem. Ima vrsto večjih pritokov v Kolumbiji, Ekvadorju in Peruju, od katerih se nekateri izlivajo v Marañón in Ucayali, drugi pa neposredno v Amazonko. Sem spadajo reke Putumayo, Caquetá, Vaupés, Guainía, Morona, Pastaza, Nucuray, Urituyacu, Chambira, Tigre, Nanay, Napo in Huallaga.
Na nekaterih točkah se reka razdeli na več kanalov, pogosto zelo dolgih, z notranjimi in stranskimi kanali, ki so vsi povezani z zapletenim sistemom naravnih kanalov, ki režejo nizka, ravna zemljišča igapó, ki nikoli niso večja od 5 m nad nizko reko, v številne otoke.
Od mesta Canaria na velikem okljuku Amazonke do Rio Negro so ob visoki vodi potopljena ogromna zemljišča, nad katerimi se pokažejo le zgornji deli dreves mračnih gozdov. Blizu izliva reke Rio Negro v Serpo, skoraj nasproti reke Madeire, so bregovi Amazonke nizki, dokler se ne približajo Manausu, se dvignejo v valovite hribe.

### Spodnja Amazonka
Spodnja Amazonka se začne tam, kjer se temno obarvane vode Rio Negra srečajo s peščeno obarvanim Rio Solimões (zgornja Amazonka) in več kot 6 km te vode tečejo druga ob drugi, ne da bi se mešale. Pri Óbidosu je strmina 17 m  nad reko podprta z nizkimi hribi. Zdi se, da je bila spodnja Amazonka nekoč zaliv Atlantskega oceana, katerega vode so naplavile pečine blizu Óbidosa.
Samo okoli 10 % vode Amazonke vstopi dolvodno od Óbidosa, od tega zelo malo s severnega pobočja doline. Drenažno območje porečja Amazonke nad mestom Óbidos je veliko približno 5.000.000 km², spodaj pa le približno 1.000.000 km² (približno 20 %), brez 1.400.000 km² porečja Tocantins. Reka Tocantins vstopa v južni del delte Amazonke.
V spodnjem toku reke je severni breg sestavljen iz niza strmih hribov z mizastimi vrhovi, ki se raztezajo približno 240 km od nasproti ustja Xinguja do Monte Alegreja. Ti griči so razrezani na nekakšno teraso, ki leži med njimi in reko.
Na južnem bregu, nad Xingu, se linija nizkih pečin, ki mejijo na poplavno ravnico, razteza skoraj do Santaréma v nizu blagih ovinkov, preden se upognejo proti jugozahodu in se, naslonjena na spodnji Tapajós, zlijejo v pečine, ki tvorijo teraso robu doline reke Tapajós.

### Ustje
Belém je glavno mesto in pristanišče ob izlivu reke v Atlantski ocean. Opredelitev, kje točno je ustje Amazonke in kako široko je, je sporno zaradi svojevrstne geografije območja. Pará in Amazonka sta povezani z nizom rečnih kanalov, imenovanih furos, blizu mesta Breves; med njima leži Marajó, največji rečno-morski otok na svetu.
Če vključimo reko Pará in oceansko pročelje otoka Marajó, je estuarij Amazonke širok približno 325 km. V tem primeru se širina ustja reke običajno meri od Cabo Norte, rta, ki leži naravnost vzhodno od Pracuúbe v brazilski zvezni državi Amapá, do Ponta da Tijoca blizu mesta Curuçá v zvezni državi Pará.
Bolj konzervativna meritev, ki bi izključila izliv reke Pará, od ustja reke Araguari do Ponta do Navio na severni obali Marajója, bi še vedno dala širino ustja Amazonke več kot 180 km. Če upoštevamo samo glavni kanal reke, med otokoma Curuá (država Amapá) in Jurupari (država Pará), se širina zmanjša na približno 15 km.
Oblak, ki nastane zaradi izpusta reke, pokriva do 1,3 milijona km² in je odgovoren za muljasto dno, ki vpliva na široko območje tropskega severnega Atlantika v smislu slanosti, pH, prodiranja svetlobe in sedimentacije.

### Pomanjkanje mostov
Po vsej širini reke ni mostov. To ni zato, ker bi bila reka preširoka, da bi jo premostili; za večino njegove dolžine bi inženirji zlahka zgradili most čez reko. Večji del svojega toka reka teče skozi amazonski deževni gozd, kjer je zelo malo cest in mest. Večino časa je prehod možen s trajektom. Most Manaus Iranduba, ki povezuje mesti Manaus in Iranduba, se razteza čez reko Rio Negro, drugi največji pritok Amazonke, tik pred njunim sotočjem.

### Spor glede dolžine
Medtem ko razprava o tem, ali je Amazonka ali Nil najdaljša reka na svetu, traja že vrsto let, je zgodovinsko soglasje geografskih strokovnjakov bilo, da je Amazonka druga najdaljša reka na svetu, pri čemer je Nil najdaljši. Vendar pa poročajo, da je Amazonka dolga nekje med 6275 km in 6992 km. Pogosto pravijo, da je dolga 'vsaj' 6575 km. Nil naj bi bil nekje od 5499 do 7088 km. Pogosto pravijo, da je dolg »približno« 6650 km. Obstaja več dejavnikov, ki lahko vplivajo na te meritve, kot so položaj geografskega izvira in ustja, merilo meritev in tehnike merjenja dolžine.
Julija 2008 je Brazilski inštitut za vesoljske raziskave (INPE) na svoji spletni strani objavil članek, v katerem je trdil, da je reka Amazonka 140 km daljša od Nila. Dolžina Amazonke je bila izračunana na 6992 km, pri čemer je bil izvir potok Apacheta. Z istimi tehnikami je bila dolžina Nila izračunana na 6853 km, kar je več od prejšnjih ocen, a še vedno krajše od Amazonke. Rezultati so bili doseženi z merjenjem Amazonke navzdol do začetka plimskega izliva Canal do Sul in nato, po ostrem zavoju nazaj, po plimskih kanalih, ki obdajajo otok Marajó, in končno vključijo morske vode zaliva Río Pará v svoj celotna dolžina. Glede na članek na spletni strani National Geographica je brazilski znanstvenik izračunal dolžino Amazonke na 6800 km. Junija 2007 je Guido Gelli, direktor znanosti na brazilskem inštitutu za geografijo in statistiko (IBGE), za londonski časopis Telegraph povedal, da se lahko šteje, da je Amazonka najdaljša reka na svetu. Vendar glede na zgornje vire nobeden od obeh rezultatov ni bil objavljen in pojavila so se vprašanja o metodologiji raziskovalcev. Leta 2009 je bil objavljen recenzirani članek, v katerem je bilo ugotovljeno, da je Nil daljši od Amazonke z navedbo dolžine 7088 km za Nil in 6575 km za Amazonko, merjeno z uporabo kombinacija analize satelitskih slik in terenskih preiskav izvornih regij. Glede na Encyclopædia Britannica ostaja končna dolžina Amazonke odprta za razlago in nadaljnjo razpravo.

## Razvodnica
Porečje Amazonke, največje na svetu, pokriva približno 40 % Južne Amerike in obsega približno 7.050.000 km². Teče od zahoda proti vzhodu, od Iquitosa v Peruju, čez Brazilijo do Atlantika. Svoje vode zbira od 5 stopinj severne zemljepisne širine do 20 stopinj južne zemljepisne širine. Njeni najbolj oddaljeni viri so na medandski planoti, le malo stran od Tihega oceana.
Za reko Amazonko in njene pritoke so značilna obsežna gozdnata območja, ki so poplavljena vsako deževno sezono. Vsako leto reka naraste za več kot 9 m in poplavi okoliške gozdove, znane kot várzea ('poplavljeni gozdovi'). Amazonski poplavni gozdovi so najobsežnejši primer tega habitatnega tipa na svetu. V povprečnem sušnem obdobju je 110.000 km² zemlje pokritih z vodo, medtem ko se v mokri sezoni poplavljeno območje Amazonskega bazena dvigne na 350.000 km².
Količina vode, ki jo Amazonka spusti v Atlantski ocean, je ogromna: do 300.000 m³/s v deževnem obdobju, s povprečjem 209.000 m³/s od leta 1973 do 1990. Amazonka je odgovorna za približno 20 % sladke vode na Zemlji, ki vstopa v ocean. Reka potisne ogromen oblak sladke vode v ocean. Oblak je dolg približno 400 km in širok med 100 in 200 km. Sladka voda, ki je svetlejša, teče čez morsko vodo, razredči slanost in spremeni barvo površine oceana na območju do 2.500.000 km². Stoletja so ladje poročale o sladki vodi v bližini izliva Amazonke, vendar precej izven vidnega polja kopnega v nečem, kar se je sicer zdelo odprtega oceana.
Atlantik ima dovolj energije valov in plimovanja, da prenese večino amazonskih usedlin v morje, zato Amazonka ne tvori prave delte. Vse velike svetovne delte so v razmeroma zaščitenih vodnih telesih, medtem ko se Amazonka izliva neposredno v nemirni Atlantik.
Med porečji Amazonke in Orinoka obstaja naravna vodna zveza, tako imenovani kanal Casiquiare. Casiquiare je rečni pritok zgornjega Orinoka, ki teče proti jugu v Rio Negro, ta pa v Amazonko. Casiquiare je največja reka na svetu, ki povezuje dva velika rečna sistema, tako imenovano bifurkacija.

## Pretoki
Povprečni pretok na izlivu; Obdobje od 2003 do 2015: 7.200 km3/a (230.000 m3/s)
Povprečni pretok na merilni postaji Óbidos; Obdobje od 1969 do 2018: 5.520 km3/a (175.000 m3/s)
Povprečni pretok (Q - 173.000 m3/s) in obremenitev s sedimenti (S - 754 x 106 ton/leto) na merilni postaji Óbidos (obdobje od 1996 do 2007)
Povprečni, najmanjši in največji pretok v Itacoatiari in Santarému (spodnja Amazonija). Obdobje od 1. 1. 1998 do 31. 12. 2022 (Vir: Observatorij za poplave)

### Poplavljanje
Vsi amazonski pritoki ne poplavljajo ob istem letnem času. Številne veje začnejo poplavljati novembra in lahko še naraščajo do junija. Naraščanje reke Rio Negro se začne februarja ali marca in začne upadati junija. Reka Madeira naraste in upade dva meseca prej kot večina ostale reke Amazonke.
Globina Amazonke med Manacapurujem in Óbidosom je bila izračunana med 20 in 26 m. Pri Manacapuruju je vodostaj Amazonke le okoli 24 m nad srednjo gladino morja. Več kot polovica vode v Amazonki dolvodno od Manacapuruja je pod morsko gladino. V najnižjem delu je globina Amazonke v povprečju 20 do 50 m, ponekod celo 100 m.
Glavna reka je plovna za velike oceanske parnike do Manausa, 1500 km navzgor od ustja. Manjša čezoceanska plovila pod 9000 tonami in z manj kot 5,5 m ugrezom lahko dosežejo Iquitos v Peruju, 3600 km od morja. Manjši rečni čolni lahko dosežejo 780 km višje, vse do Achual Pointa. Poleg tega se majhni čolni pogosto povzpnejo do Pongo de Manseriche, tik nad točko Achual v Peruju.
Letne poplave se zgodijo pozimi na pozni severni zemljepisni širini ob visoki plimi, ko se dotekajoče vode Atlantika stekajo v delto Amazonke. Nastala valovita plimska vrtina se imenuje pororoka, z vodilnim valom, ki je lahko visok do 7,6 m in potuje do 800 km v notranjost.

## Glavni pritoki
Amazonka ima preko 1.100 pritokov, 17 izmed njih je dolgih preko 1500 km. Nekaj pomembnejših pritokov po dolžini:
1. 6259,2 do 6.712 km – Amazonka, Južna Amerika[42]
2. 3250 km – Madeira, Bolivija/Brazilija[43]
3. 3211 km – Purús, Peru/Brazilija[44]
4. 2820 km – Yapura, Kolumbija/Brazilija[45]
5. 2639 km – Tocantins, Brazilija[46] Zračni posnetek pritoka Amazonke
6. 2627 km – Araguaia, Brazilija (pritol Tocantinsa)[47]
7. 2400 km – Juruá, Peru/Brazilija [48]
8. 2250 km – Rio Negro, Brazilija/Venezuela/Kolumbija[49]
9. 1992 km – Tapajós, Brazilija[50]
10. 1979 km – Xingu, Brazilija[51]
11. 1900 km – Ucayali, Peru[52]
12. 1749 km – Guaporé, Brazilija/Bolivija (pritok Madeire)[53]
13. 1575 km – Içá (Putumayo), Južna Amerika
14. 1415 km – Marañón, Peru
15. 1370 km – Teles Pires, Brazilija (pritok Tapajósa)
16. 1300 km – Iriri, Brazilija (pritok Xinguja)
17. 1240 km – Juruena, Brazilija (pritok Tapajósa)
18. 1130 km – Madre de Dios, Peru/Bolivija (pritok Madeire)
19. 1100 km – Huallaga, Peru (pritok Marañón)

## Geologija
Reka Amazonka je nastala kot transkontinentalna reka v miocenski dobi med 11,8 milijona in 11,3 milijona let nazaj in je dobila današnjo obliko pred približno 2,4 milijona let v zgodnjem pleistocenu.
Proto-Amazonka je v času krede tekla proti zahodu, kot del rečnega sistema proto-Amazonke-Kongo, iz notranjosti današnje Afrike, ko sta bili celini povezani, in tvorila zahodno Gondvano. Pred 80 milijoni let sta se celini razdelili. Pred 15 milijoni let se je začela glavna faza tektonskega dviga andske verige. To tektonsko gibanje je posledica subdukcije Nazca plošče pod Južnoameriško ploščo. Dvig Andov in povezava brazilskega in gvajanskega ščita sta blokirala reko in povzročila, da je porečje Amazonke postalo ogromno celinsko morje. Postopoma je to celinsko morje postalo ogromno močvirnato sladkovodno jezero in morski prebivalci so se prilagodili življenju v sladki vodi.
Pred 11 do 10 milijoni let so vode delovale skozi peščenjak z zahoda in Amazonka je začela teči proti vzhodu, kar je vodilo do nastanka amazonskega pragozda. Med ledeniškimi obdobji se je gladina morja znižala in veliko Amazonsko jezero je hitro presahnilo ter postalo reka, ki je sčasoma postala sporno najdaljša na svetu, ki je izsušila najobsežnejše območje deževnega gozda na planetu.
Vzporedno z reko Amazonko je velik vodonosnik, imenovan reka Hamza, katerega odkritje je bilo javno objavljeno avgusta 2011.

## Zavarovana območja
| Ime                             | Država    | Koordinate                        | Slika | Opomba |
| ------------------------------- | --------- | --------------------------------- | ----- | ------ |
| Narodni park Allpahuayo-Mishana | Peru      | 3°56′S 73°33′W / 3.933°S 73.550°W |       | [ 57 ] |
| Narodni park Amacayacu          | Kolumbija | 3°29′S 72°12′W / 3.483°S 72.200°W |       | [ 58 ] |
| Narodni park Amazônia           | Brazilija | 4°26′S 56°50′W / 4.433°S 56.833°W |       | [ 59 ] |
| Narodni park Anavilhanas        | Brazilija | 2°23′S 60°55′W / 2.383°S 60.917°W |       | [ 60 ] |

## Rastlinstvo in živalstvo

### Rastlinstvo
Amazonski deževni gozd, ki obsega površino 3.000.000 km², je največji deževni gozd na svetu. Obsega največji in biotsko najbolj raznovrsten tropski deževni gozd na planetu, ki predstavlja več kot polovico vseh deževnih gozdov. Porečje Amazonke vključuje ozemlja devetih držav, pri čemer Brazilija predstavlja večino (60 %), sledijo ji Peru (13 %), Kolumbija (10 %) in manjši deli v Venezueli, Ekvadorju, Boliviji, Gvajani, Surinamu in Franciji. Gvajana.
Več kot ena tretjina amazonskega pragozda je označena kot uradno priznano avtohtono ozemlje, kar pomeni več kot 3344 ozemelj. Zgodovinsko gledano so se avtohtona amazonska ljudstva zanašala na gozd za različne potrebe, kot so hrana, zatočišče, voda, vlakna, gorivo in zdravila. Gozd ima zanje velik kulturni in kozmološki pomen. Kljub zunanjim pritiskom so stopnje krčenja gozdov sorazmerno nižje na domorodnih ozemljih.
Do leta 2022 je približno 26 % gozda veljalo za izkrčenega ali močno degradiranega. Po podatkih Sveta za zunanje odnose je bilo izgubljenih 300.000 kvadratnih milj. 

### Živalstvo
Več kot ena tretjina vseh znanih vrst na svetu živi v amazonskem pragozdu. To je najbogatejši tropski gozd na svetu z vidika biotske raznovrstnosti. Poleg tisočih vrst rib reka podpira rake, alge in želve.

#### Sesalci
Poleg Orinoka je Amazonka eden glavnih habitatov boto, znanega tudi kot orinoška pliskavka (Inia geoffrensis). Je največja vrsta rečnega delfina in lahko zraste v dolžino do 2,6 m. Barva njegove kože se spreminja s starostjo; mlade živali so sive, vendar postanejo rožnate in nato bele, ko dozorijo. Delfini uporabljajo eholokacijo za navigacijo in lov v težavnih rečnih globinah. Boto je tema brazilske legende o delfinu, ki se spremeni v človeka in zapelje dekleta ob reki.
Tucuxi (Sotalia fluviatilis), prav tako vrsta delfinov, najdemo tako v rekah porečja Amazonke kot v obalnih vodah Južne Amerike. Amazonska morska krava (Trichechus inunguis), znana tudi kot 'morska krava', živi v severnem porečju reke Amazonke in njenih pritokih. Je sesalec in rastlinojed. Njena populacija je omejena na sladkovodne habitate in za razliko od drugih morskih krav ne zahaja v slano vodo. Mednarodna zveza za ohranjanje narave ga je uvrstila med ranljive.
Amazonka in njeni pritoki so glavni habitat orjaške vidre (Pteronura brasiliensis). Včasih poznana kot 'rečni volk' je eden najboljših mesojedcev Južne Amerike. Zaradi uničevanja habitata in lova se je njena populacija močno zmanjšala. Zdaj je uvrščen na Dodatek I Konvencije o mednarodni trgovini z ogroženimi vrstami (CITES), ki dejansko prepoveduje mednarodno trgovino.

#### Plazilci
Anakondo najdemo v plitvih vodah v porečju Amazonke. Ena največjih vrst kač na svetu, večino časa preživi v vodi le z nosnicama nad gladino. Vrste kajmanov, ki so v sorodu z aligatorji in drugimi krokodili, prav tako naseljujejo Amazonko, kot tudi vrste želv.

#### Ribe
Amazonske ribe so središče raznolikosti neotropskih rib, od katerih so nekatere priljubljeni akvarijski primerki, kot sta Navadna neonka (Paracheirodon innesi) in Pterophyllum. Do leta 2011 je bilo znanih več kot 5600 vrst in vsako leto odkrijejo približno petdeset novih vrst. Arapaima, v Braziliji znana kot pirarucu, je južnoameriška tropska sladkovodna riba, ena največjih sladkovodnih rib na svetu, z dolžino do 4,6 m. Druga amazonska sladkovodna riba je arowana (ali aruanã v portugalščini), kot je srebrna arowana (Osteoglossum bicirrhosum), ki je plenilec in je zelo podobna arapaimi, vendar doseže dolžino le 120 cm. V velikem številu je prisotna tudi zloglasna piranja, vsejeda riba, ki se zbira v velikih jatah in lahko napada živino. Obstaja približno 30 do 60 vrst piranj. Candirú, ki izvira iz reke Amazonke, je vrsta parazitskega sladkovodnega soma iz družine Trichomycteridae, le ena od več kot 1200 vrst soma v porečju Amazonke. Drugi somi se 'hodijo' po kopnem na svojih trebušnih plavutih, medtem ko lahko kumakuma (Brachyplatystoma filamentosum), imenovana piraiba ali 'goljatski som', doseže 3,6 m 'dolžine in 200 kg 'teže.
V porečju Amazonke živi električna jegulja (Electrophorus electricus) in več kot 100 vrst električnih rib (Gymnotiformes). Znane so tudi rečne ožigalke (Potamotrygonidae). Poročali so o morskem biku (Carcharhinus leucas) 4000 km' navzgor po reki Amazonki pri Iquitosu v Peruju.

### Mikrobiota
Sladkovodni mikrobi na splošno niso dobro znani, še manj pa za neokrnjene ekosisteme, kot je Amazonka. Pred kratkim je metagenomika dala odgovore na to, kakšni mikrobi naseljujejo reko.  Najpomembnejši mikrobi v reki Amazonki so Actinomycetota, Alphaproteobacteria, Betaproteobacteria, Gammaproteobacteria in Thermoproteota.

## Izzivi
Reka Amazonka služi kot vitalna rešilna bilka za več kot 47 milijonov ljudi v svojem porečju in se sooča s številnimi izzivi, ki ogrožajo njen ekosistem in domorodne skupnosti, odvisne od njenih virov. Po podatkih Urada visokega komisarja Združenih narodov za človekove pravice (OHCHR) se Yanomami, približno 29.000 ljudi plemena, bori za ohranitev svoje zemlje, kulture in tradicionalnega načina življenja zaradi poseganja v nezakonite rudarje zlata, podhranjenosti in malarije. Medtem je leta 2022 huda suša v regiji povzročila uničujoč dvig temperature vode, ki je dosegla 39,1 stopinje Celzija, kar je povzročilo tragično smrt 125 orinoških pliskavk. Ta nesrečni dogodek služi kot pretresljiv znak vse slabših okoljskih razmer, kar kaže na vse večjo ranljivost rečnega ekosistema. V zadnjih letih je reka Amazonka doživela zgodovinsko nizek vodostaj, najnižji v več kot stoletju. Brazilija, glavni skrbnik tega neprecenljivega naravnega vira, se spopada z izzivi ublažitve učinkov te suše na skupnosti in ekosisteme, kar dodatno poudarja nujnost trajnostnega upravljanja okolja in prizadevanj za ohranjanje.